# Física combinatoria
La física combinatoria o combinatoria física es el área de interacción entre la física y la combinatoria.

## Descripción general
"La Física Combinatoria es un área emergente que une técnicas combinatorias y matemáticas discretas aplicadas a la física teórica, especialmente a la Teoría Cuántica".
"La combinatoria física podría definirse ingenuamente como una combinatoria guiada por ideas o conocimientos de la física"
La combinatoria siempre ha jugado un papel importante en la teoría cuántica de campos y la física estadística. Sin embargo, la física combinatoria solo surgió como un campo específico después de un trabajo seminal de Alain Connes y Dirk Kreimer, que muestra que la renormalización de los diagramas de Feynman puede describirse mediante un álgebra de Hopf.
La física combinatoria se puede caracterizar por el uso de conceptos algebraicos para interpretar y resolver problemas físicos relacionados con la combinatoria. Da lugar a una colaboración particularmente armoniosa entre matemáticos y físicos.
Entre los resultados físicos significativos de la física combinatoria, podemos mencionar la reinterpretación de la renormalización como un problema de Riemann-Hilbert, el hecho de que las identidades de Slavnov-Taylor de las teorías de gauge generan un ideal de Hopf, la cuantización de campos y cuerdas, y una descripción completamente algebraica de la combinatoria de la teoría cuántica de campos. El ejemplo importante de la edición de la combinatoria y la física es la relación entre la enumeración de la matriz de signos alternos y el modelo ice-type El modelo de tipo de hielo correspondiente es un modelo de seis vértices con condiciones de contorno de pared de dominio.

## Otras lecturas
- Algunos problemas abiertos en física combinatoria, G. Duchamp, H. Cheballah
- Grupos de un parámetro y física combinatoria, G. Duchamp, KA Penson, AI Solomon, A.Horzela, P.Blasiak
- Física combinatoria, orden normal y modelos de gráficos de Feynman, AI Solomon, P. Blasiak, G. Duchamp, A. Horzela, KA Penson
- Álgebras de Hopf en general y en física combinatoria: una introducción práctica, G. Duchamp, P. Blasiak, A. Horzela, KA Penson, AI Solomon
- Física Discreta y Combinatoria
- Física de cadenas de bits: una novela "Teoría del todo", H. Pierre Noyes
- Física Combinatoria, Ted Bastin, Clive W. Kilmister, World Scientific, 1995,ISBN 981-02-2212-2
- Combinatoria física y cuasipartículas, Giovanni Feverati, Paul A. Pearce, Nicholas S. Witte
- Fitzgerald, Hannah. «Physical Combinatorics of Non-Unitary Minimal Models». Archivado desde el original el 4 de marzo de 2016. Consultado el 17 de agosto de 2014.
- Caminos, cristales y fórmulas fermiónicas, G.Hatayama, A.Kuniba, M.Okado, T.Takagi, Z.Tsuboi
- Sobre potencias de matrices de Stirling, István Mező
- "Sobre expansiones de clústeres en teoría de grafos y física", N BIGGS — The Quarterly Journal of Mathematics, 1978 - Oxford Univ Press
- Enumeración de curvas racionales a través de acciones toroidales, Maxim Kontsevich, 1995
- Cálculo no conmutativo y física discreta, Louis H. Kauffman, 1 de febrero de 2008
- Método de cavidad secuencial para calcular la energía libre y la presión superficial, David Gamarnik, Dmitriy Katz, 9 de julio de 2008

### Combinatoria y física estadística
- "Teoría de grafos y física estadística", JW Essam, Matemáticas discretas, 1, 83-112 (1971).
- Combinatoria en física estadística
- Restricciones duras y Bethe Lattice: aventuras en la interfaz de la combinatoria y la física estadística, Graham Brightwell, Peter Winkler
- Gráficos, morfismos y física estadística: Taller DIMACS Gráficos, morfismos y física estadística, 19-21 de marzo de 2001, Centro DIMACS, Jaroslav Nešetřil, Peter Winkler, Librería AMS, 2001,ISBN 0-8218-3551-3

### Actas de congresos
- proc. de Combinatoria y Física, Los Álamos, agosto de 1998
- Física y Combinatoria 1999: Actas del Taller Internacional de Nagoya 1999, Anatol N. Kirillov, Akihiro Tsuchiya, Hiroshi Umemura, World Scientific, 2001,ISBN 981-02-4578-5
- Física y combinatoria 2000: actas del Taller Internacional Nagoya 2000, Anatol N. Kirillov, Nadejda Liskova, World Scientific, 2001,ISBN 981-02-4642-0
- Combinatoria asintótica con aplicaciones a la física matemática: una escuela de verano matemática europea celebrada en el Instituto Euler, San Petersburgo, Rusia, del 9 al 20 de julio de 2001, Anatoliĭ, Moiseevich Vershik, Springer, 2002,ISBN 3-540-40312-4
- Complejidad de conteo: un taller internacional sobre mecánica estadística y combinatoria, 10 a 15 de julio de 2005, Dunk Island, Queensland, Australia
- Actas de la Conferencia sobre Combinatoria y Física, MPIM Bonn, 19 al 23 de marzo de 2007

- Datos: Q5150833